# Supercrambus
Supercrambus är ett släkte av fjärilar. Supercrambus ingår i familjen Crambidae.
Kladogram enligt Catalogue of Life:
| Supercrambus | \| \| Supercrambus albiradialis \| \| \| \| \| \| Supercrambus dukinfieldiellus \| \| \| \| |
|              | \| \| Supercrambus albiradialis \| \| \| \| \| \| Supercrambus dukinfieldiellus \| \| \| \| |
|              | Supercrambus albiradialis                                                                   |
|              |                                                                                             |
|              | Supercrambus dukinfieldiellus                                                               |
|              |                                                                                             |